# Radioamatorism

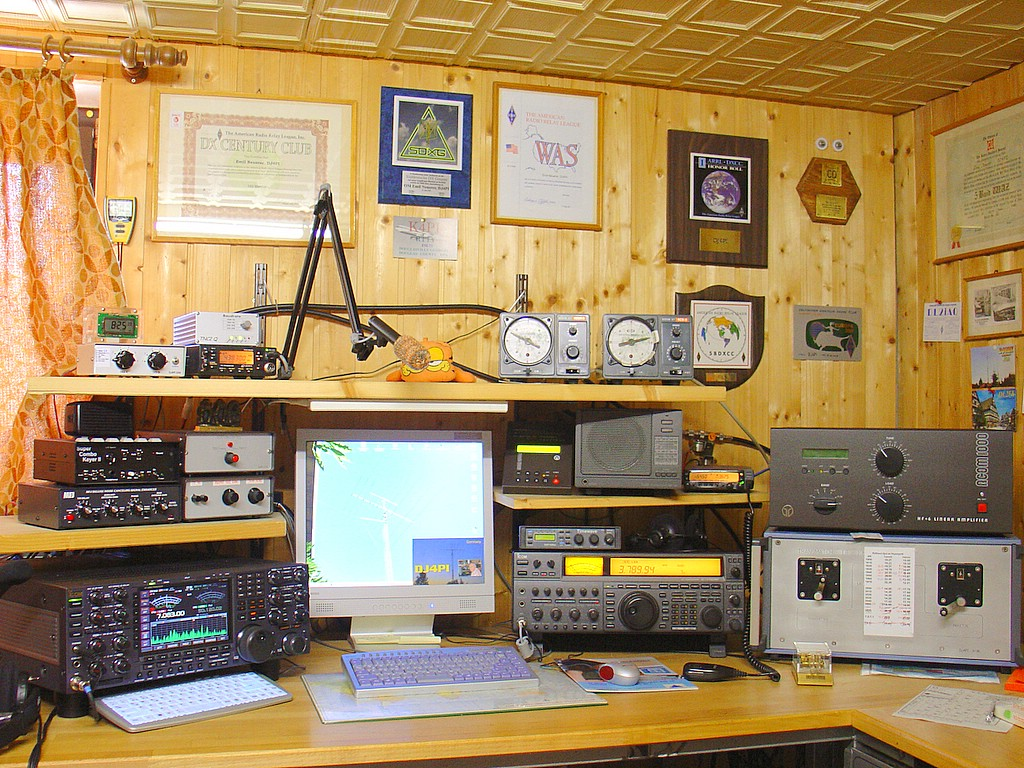
stație de radioamatorism

Radioamatorismul reprezintă practicarea radiocomunicațiilor prin posturi de emisie-recepție proprii, fără a se urmări interese economice sau transmiterea altor informații în afară de cele referitoare la calitatea emisiunilor stabilite. Instalațiile de radioemisie folosite de radioamatori (numite stații) au o denumire convențională care se atribuie pe plan central în fiecare țară. Radioamatorii pot face parte din diferite asociații naționale sau internaționale.
Radioamatorismul, ca mișcare de amatori de radiotelegrafie, a apărut pentru prima dată în S.U.A. (1919). În 1925 a fost înființată „Uniunea Internațională a Radioamatorilor”. În România, primul radioclub a fost inițiat în 1926, iar în 1936 ia ființă „Asociația Amatorilor Români de Unde Scurte”. În prezent, radioamatorii din România sunt reprezentați la IARU de „Federația Română de Radioamatorism”.
Radioamatorii se pot organiza liber, conform legii civile.